# Alfonso Ulloa Zamora
Alfonso Ulloa Zamora (San José, 1914 -  Heredia, 2000) fue un poeta costarricense, integrante de la Academia Costarricense de la Lengua.

## Formación académica y labor docente
Cursó estudios en la Escuela de Filosofía y Letras de la Universidad de Costa Rica. Fue profesor en varios colegios de segunda enseñanza.

## Actividad literaria
Fue autor de numerosas obras poéticas, entre ellas Canto a un árbol derribado (1952), Alto sentir, persistencia en ti y otros poemas (1953), Lograd conmigo el canto (1954), La espada de madera (1955), Suma de claridades y los sonetos del beso (1955), Amerilis (1966), 10 canciones y 3 odas para un hermoso pasado (1981) y Cantera permitida: antología personal (1982). También escribió una valiosa crónica de la construcción del Teatro Nacional de Costa Rica, titulada El Teatro Nacional: apuntes para la biografía de un Coliseo (1972). 
Ingresó a la Academia Costarricense de la Lengua en 1984 (silla D) con un discurso titulado Heredia como realización de un sueño. 